# Elafonisos (ö)
Elafonisos är en ö i Grekland. Den ligger i kommunen med samma namn i prefekturen Lakonien och regionen Peloponnesos, i den södra delen av landet, 180 km söder om huvudstaden Aten. Arean är 18,2 kvadratkilometer. Den ligger mellan Peloponessos södra kust och ön Kythera och inräknas vanligen i de Joniska öarna. 
Huvudorten och färjeläget benämns, liksom ön, för Elafonisos. Det finns flera vackra sandstränder på ön och sommartid kommer många turister till Elafonisos. Under antiken var Elafonisos ingen ö utan landfast med Peloponessos. I sundet mellan ön och fastlandet ligger den sedan 1000 f.Kr. sjukna staden Pavlopetri
Öns högsta punkt är 276 meter över havet. Den sträcker sig 6,1 kilometer i nord-sydlig riktning, och 6,0 kilometer i öst-västlig riktning.